# Kolpino (sous-marin)
Le B-271 Kolpino (Б-271 «Колпино») est un sous-marin d'attaque russe diesel-électrique du projet 636.3 Varchavianka («Варшавянка»), faisant partie de la 4e brigade de sous-marins de la flotte de la mer Noire de la Marine russe. C'est le sixième sous-marin de cette classe; il est nommé en l'honneur de la ville de Kolpino.

## Histoire de la construction
Le sous-marin a été construit à partir du 30 octobre 2014 au chantier naval de l'Amirauté de Saint-Pétersbourg sous le n° 01675,,.
Il est mis à l'eau le 31 mai 2016,. Il est lancé dans des exercices d'essai le 19 août 2016.
Il est transféré à la flotte militaire russe le 24 novembre 2016. Selon le plan, le sous-marin devait se rendre immédiatement au point de déploiement permanent à Novorossiïsk, puisque l'ensemble du programme d'essais avait déjà été élaboré sur la Flotte de la Baltique de la Marine de la fédération de Russie, et il n'y avait pas de nécessité de le transférer à la Flotte du Nord.

## Service
Le 30 juillet 2017, le Kolpino prend part à la grande parade navale de Saint-Pétersbourg en l'honneur du jour de la Marine. En août 2017, il part avec le sous-marin de la même classe B-268 Veliki Novgorod, de la mer Baltique en direction de la mer Noire. Ils arrivent en mer Méditerranée le 28 août 2017. Il est prévu que les sous-marins fassent partie de la connexion permanente de la marine en mer Méditerranée.

## Utilisation au combat

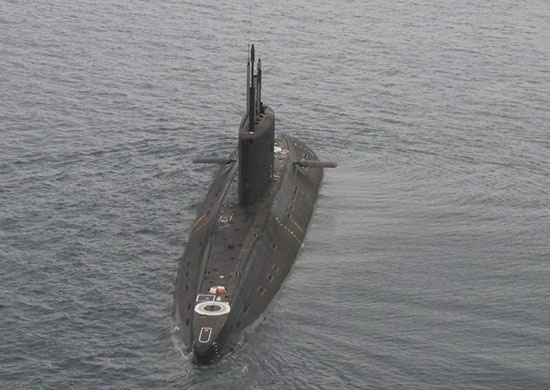
Le Kolpino en mer Noire, avril 2019.

Le 14 septembre 2017, le Kolpino et le Veliki Novgorod, se trouvant dans la partie orientale de la mer Méditerranée, font des tirs de missiles Calibre sur des cibles de groupements islamistes terroristes de l'État islamique. Les cibles sont des  points de commandement, des nœuds de communication, des entrepôts d'armement, tous situés au sud-est de la ville de Deir ez-Zor en Syrie. Sept missiles sont tirés en tout pour une distance de 500 à 700 km. Selon des données objectives, toutes les cibles ont été détruites,.
Le 5 octobre 2017, le Kolpino et le Veliki Novgorod tirent dix missiles Calibre de la mer Méditerranée sur des cibles de l'État islamique dans la province de Deir es-Zor et spécialement des hangars d'armement dans les environs de la ville de Mayadine,.
Le 3 novembre 2017, le sous-marin tire six missiles Calibre sur des objectifs de l'état islamique autour du village d'Abou Kemal, toujours dans la province de Deir ez-Zor. Le lancement a été effectué à partir d'une position immergée à une distance de plus de 650 km.

## Commandants
- Capitaine de 2e rang Dmitri Skarga: du 15 décembre 2015 à une date inconnue[17].